# Sit Down Young Stranger
Sit Down Young Stranger è un album in studio del cantautore canadese Gordon Lightfoot, pubblicato nel 1970.
Nel 1971 è stato distribuito con il titolo If You Could Read My Mind.

## Tracce
Tutte le tracce sono state scritte da Gordon Lightfoot, eccetto dove indicato.

Side 1
1. Minstrel of the Dawn – 3:26
2. Me and Bobby McGee – 3:38 (Kris Kristofferson, Fred Foster)
3. Approaching Lavender – 2:56
4. Saturday Clothes – 3:20
5. Cobwebs & Dust – 3:20
6. Poor Little Allison – 2:30

Side 2
1. Sit Down Young Stranger – 3:26
2. If You Could Read My Mind – 3:48
3. Baby It's Alright – 2:58
4. Your Love's Return (Song for Stephen Foster) – 3:55
5. The Pony Man – 3:27